# نم‌آیدی

نماد NemID اغلب در جایی که استفاده از آن لازم است یا یکی از گزینه‌های ورود به سیستم ظاهر می‌شود

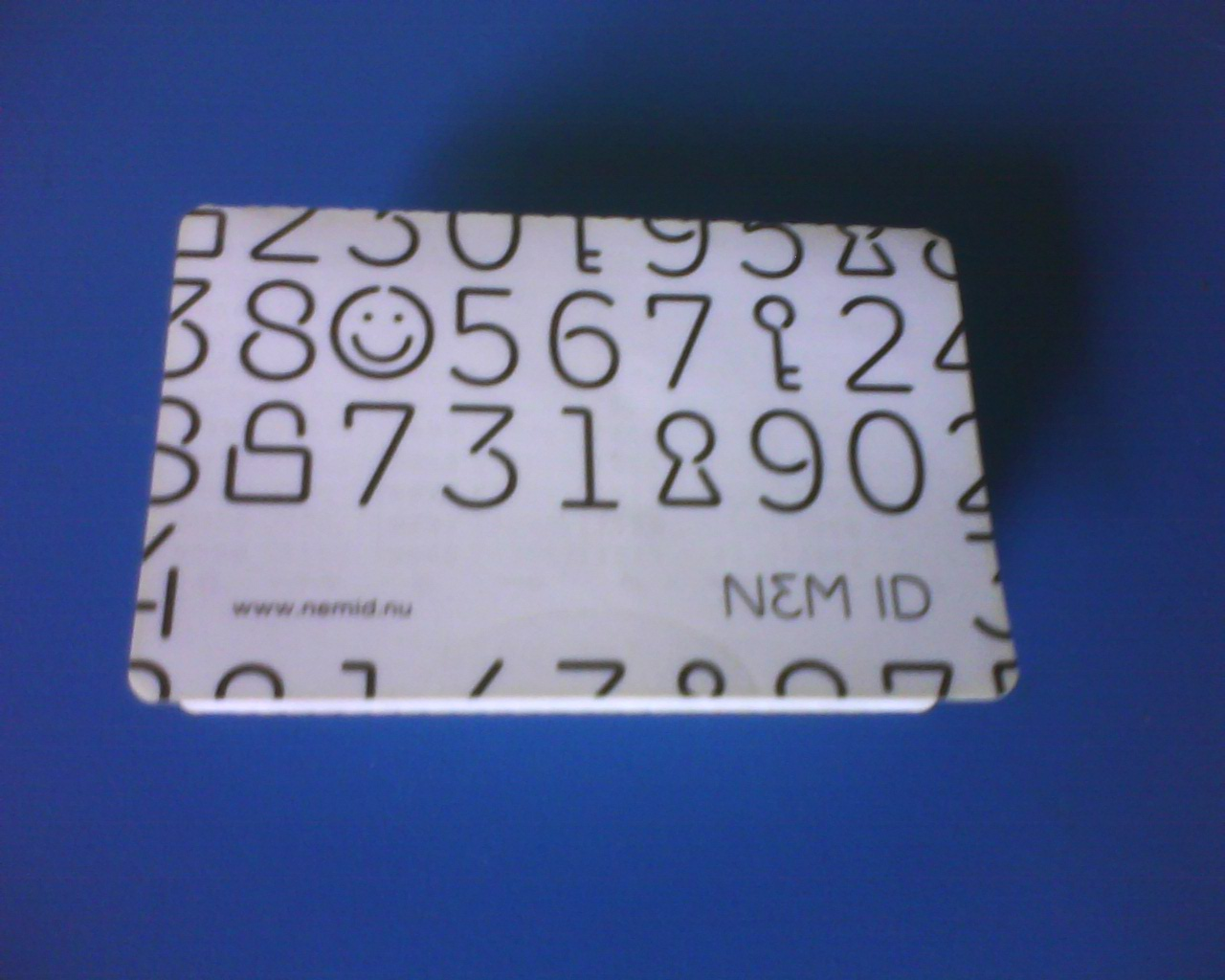
کارت NemID که دارای کلیدهای یکبار مصرف خصوصی کاربر است

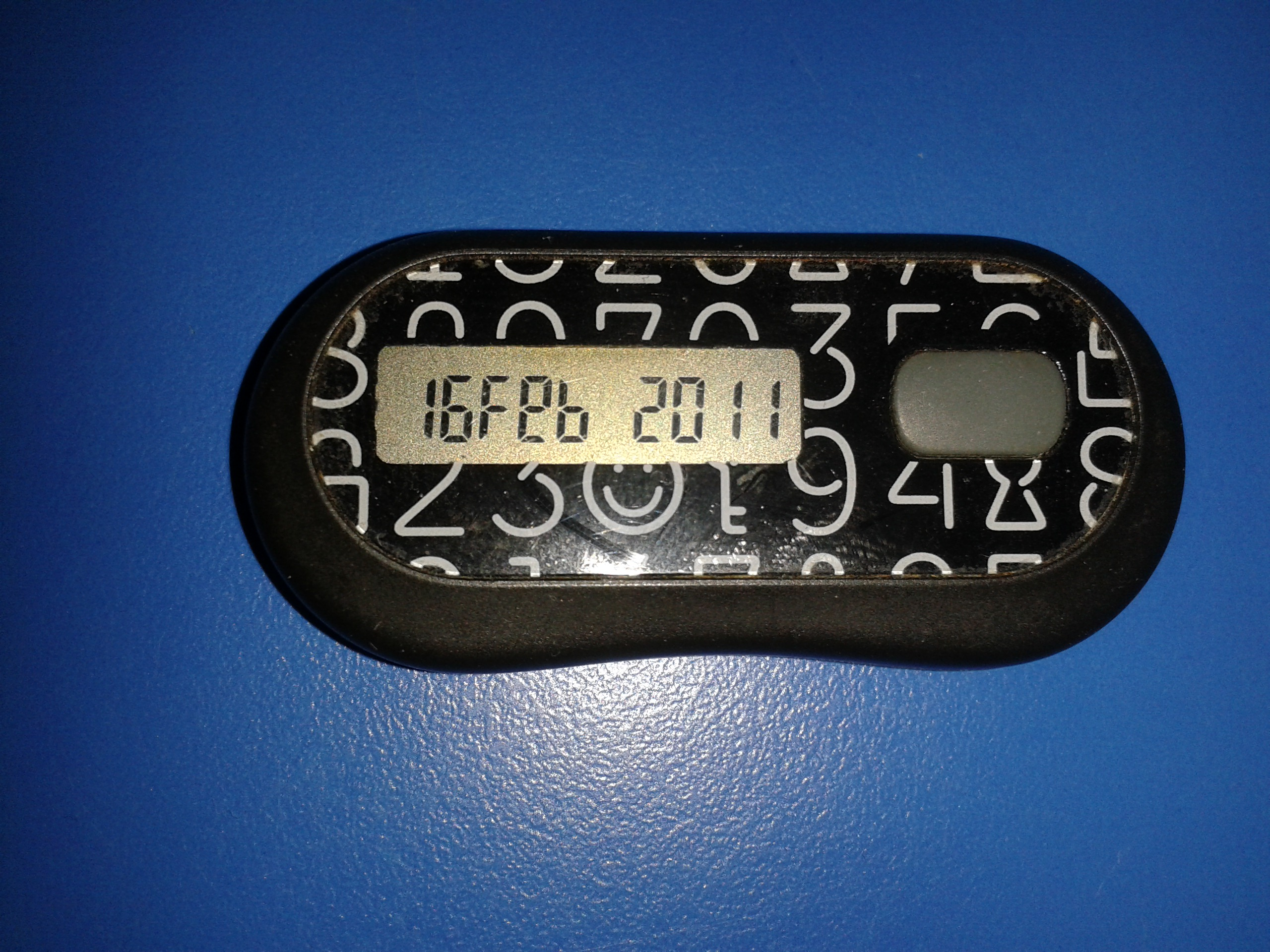
یک کد کد NemID.

NemID (به معنای واقعی کلمه: شناسه آسان) یک راه حل ورود به سیستم مشترک برای بانکهای اینترنتی دانمارکی، وب سایتهای دولتی و برخی شرکتهای خصوصی دیگر است. NemID توسط شرکت Nets DanID A / S اداره می‌شود و در تاریخ ۱ ژوئیه ۲۰۱۰ به بهره‌برداری رسید. همه افرادی یالای ۱۵ سال سن در دانمارک که دارای شماره CPR باشند واجد شرایط برای دریافت NemID می‌باشند که می‌تواند در بانک خود و همچنین موسسات دولتی از آن استفاده کنند. هر کسی بالای ۱۳ سال ممکن است از NemID برای بانکداری اینترنتی استفاده کند.
به کاربران NemID یک شماره شناسه منحصر به فرد اختصاص داده می‌شود که علاوه بر CPR-Number یا یک نام کاربری تعریف شده توسط کاربر، می‌تواند به عنوان یک نام کاربری نیز استفاده شود.
کاربران یک کارت حاوی جفت شماره، مشابه اعداد تأیید معامله دریافت می‌کنند. پس از ورود به سیستم با نام کاربری و رمز عبور، از کاربران NemID خواسته می‌شود یک کلید مربوط به یک شماره را به عنوان بخشی از احراز هویت دو عاملی NemID وارد کنند. این کلیدهای خصوصی فقط یک بار استفاده می‌شوند. پس از استفاده همه آنها، کاربر باید کلیدهای خصوصی جدیدی را دریافت کند، که معمولاً پس از اتمام کار، از طریق نامه برای کاربر ارسال می‌شوند.
کلیدهای خصوصی در یک سرور مرکزی نگهداری می‌شوند.  این امر باعث انتقادهای زیادی علیه امنیت این سیستم شده‌است. 
در ۱۱ آوریل ۲۰۱۳، سیستم NemID در پاسخ به حمله DDoS خود را تعطیل کرد و باعث ایجاد هرج و مرج گسترده در دانمارک شد که بانکداری اینترنتی در طول این حمله امکان‌پذیر نبود. با نسخه جاوا ۱٫۷٫۰_۴۵، برنامک NemID جاوا قادر به ورود کاربران نبودند.

## اپ NemID
در تاریخ ۲۹ مه ۲۰۱۸، Digitaliseringsstyrelsen و Finans Danmark برنامه رمزهای NemID را برای تلفن‌های هوشمند به عنوان مکمل کارتهای NemID و نشانه‌های کد NemID راه اندازی کردند.